# Užovka pardálí
Užovka pardálí (někdy též užovka čtyřpruhá, Elaphe quatuorlineata) je jeden z největších nejedovatých hadů z čeledi užovkovití.
V roce 2001 byl na základě genetických odchylek od tohoto druhu oddělen samostatný druh užovka sarmatská (Elaphe sauromates).

## Rozšíření
Nachází se v Jižně Evropě, nejčastěji v Itálii a na Balkáně od Chorvatska po Řecko. Její populace klesá.

## Popis
Dospělí jedinci jsou žlutohnědí s tmavými pásy. Od oka diagonálně k ústům má tmavý pruh. Mladí jedinci mají hřbetní tmavohnědé skvrny na bledě hnědém podkladu. Dospělí jedinci dorůstají do délky 260 cm (někdy i více). Jsou aktivní za teplého počasí, za soumraku a v noci. Jsou pomalí, ale umí velmi obratně šplhat po keřích a stromech.
Páří se od března do dubna. Samice kladou 4–16 vajec, která jsou velká 30–70 mm. Mláďata se líhnou po 7–9 týdnech. Mláďata jsou dlouhá 20 až 40 cm.

## Poddruhy
- E. q. muenteri (Bedriaga, 1882) – Řecko (Kyklady)
- E. q. parens Cattaneo, 1999 – Řecko (Paros)
- E. q. quatuorlineata (Lacépède, 1789)
- E. q. scyrensis Cattaneo, 1999 – Řecko (Skyros)